# Oberá
Oberá est une ville d'Argentine ainsi que le chef-lieu du Département d'Oberá de la province de Misiones. Elle est située à 95 km au nord de Posadas et à 1 150 km de Buenos Aires, sur la route nationale 14.

## Histoire
La ville a été fondée par des immigrants suédois comme « Villa Svea ».

## Population
La ville comptait 51 503 habitants en 2001, soit une hausse de 28,5 % par rapport aux 40 068 habitants de 1991.

## Religion
La ville est appelée « Ville des Églises » (Ciudad de las Iglesias), car elle en héberge plus de trente pour quelque soixante mille habitants. Le 13 juin 2009, le pape Benoît XVI l'a désignée comme siège du nouveau diocèse d'Oberá, à la suite du démembrement du diocèse de Posadas.
L'église très moderne Saint-Antoine-de-Padoue est devenue la cathédrale du diocèse.

## Salto Berrondo
La chute d'eau Salto Berrondo possède un complexe touristique situé à 9 km de la ville d'Oberá.
L'endroit situé en forêt a une végétation naturelle typique et offre des services de camping aux touristes.
On y accède par la route provinciale 103 (Oberá-Santa Ana).